# ISO 3166-2:DM
ISO 3166-2:DM é o subconjunto de códigos definidos no ISO 3166-2, parte do padrão ISO 3166 publicado pelo Organização Internacional para Padronização (ISO), para os nomes das principais subdivisões da Dominica.
Atualmente, são definidos códigos ISO 3166-2 para 10 paróquias da Dominica.
Cada código é composto por duas partes, separadas por um hífen. A primeira parte é DM, o código ISO 3166-1 alfa-2 da Dominica. A segunda parte é de dois dígitos (02–11).

## Códigos atuais
Códigos ISO 3166 e nomes de subdivisões são listados como publicado pela Maintenance Agency (ISO 3166/MA). As colunas podem ser classificadas clicando nos respectivos botões.
| Código | Nome da subdivisão |
| ------ | ------------------ |
| DM-02  | Saint Andrew       |
| DM-03  | Saint David        |
| DM-04  | Saint George       |
| DM-05  | Saint John         |
| DM-06  | Saint Joseph       |
| DM-07  | Saint Luke         |
| DM-08  | Saint Mark         |
| DM-09  | Saint Patrick      |
| DM-10  | Saint Paul         |
| DM-11  | Saint Peter        |

## Mudanças
As seguintes alterações a norma ISO 3166-2:DM foram anunciadas em boletins pela ISO 3166/MA desde a primeira publicação do padrão ISO 3166-2, em 1998:
| Informativo    | Data de publicação | Descrição da mudança no informativo                                | Código/mudança subdivisão             |
| -------------- | ------------------ | ------------------------------------------------------------------ | ------------------------------------- |
| Newsletter I-8 | 17-04-2007         | Além das subdivisões administrativas e de seus elementos de código | subdivisões adicionadas: 10 paróquias |